# Crkva sv. Josipa u Kaštel Starom
Crkva sv. Josipa nalazi se u Kaštel Starome, na adresi ul. Koriolana Ćipika.

## Opis
Crkva sv. Josipa u Kaštel Starom jednobrodna je građevina pravokutnog tlocrta s apsidom pravokutne osnove. Orijentirana je u smjeru sjever-jug, a građena je pravilno obrađenim kamenim klesancima. Portal na južnom pročelju ima okvir jednostavne profilacije s istaknutim vijencem poviše nadvratnika. Nad portalom se nalazi ploča s natpisom koji svjedoči da je crkvu dao izgraditi Lelije Ćipiko 1695. godine. Iznad natpisa je rozeta upisana u kvadratni okvir te zvonik na preslicu. Crkva je presvođena bačvastim svodom i pokrivena kupom kanalicom.

## Zaštita
Pod oznakom Z-3580 zavedena je kao nepokretno kulturno dobro - pojedinačno, pravna statusa zaštićena kulturnog dobra, klasificirano kao "sakralna graditeljska baština".